# 普莱米
普莱米（法語：Plémy，法語發音：[plemi]）是法国阿摩尔滨海省的一个市镇，位于该省中东部，属于圣布里厄区。

## 地理
普莱米（48°20'11"N, 2°41'0"W）面积40.04 平方千米，位于法国布列塔尼大區阿摩尔滨海省，该省份为法国西北部沿海省份，位于布列塔尼半岛北部，北濒大西洋英吉利海峡，西接菲尼斯泰尔省，南至莫尔比昂省，东临伊勒-维莱讷省。
与普莱米接壤的市镇（或旧市镇、城区）包括：埃农、蒙孔图尔、普勒克-莱尔米塔日、特雷达涅勒、普卢格纳-朗加、勒默内。

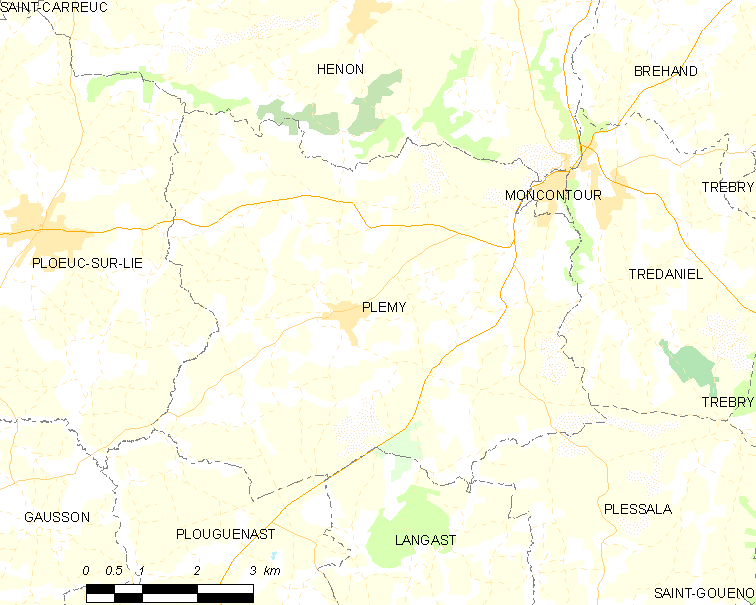
普莱米的OSM定位图

普莱米的时区为UTC+01:00、UTC+02:00（夏令时）。

## 行政
普莱米的邮政编码为22150，INSEE市镇编码为22184。

## 政治
普莱米所属的省级选区为普兰泰勒县。

## 人口

1962-2008年间普莱米人口变化图示

普莱米于2022年1月1日时的人口数量为1583人。